# نهر بيا
نهر بيا( (بالبرتغالية: Rio Biá‏) ) هو نهر ولاية أمازون في شمال غرب البرازيل. وهو رافد لنهر جوتاي .
يقع في محمية كوجوبيم للتنمية المستدامة، التي تم إنشاؤها عام 2003 ، على جانبي النهر في بلدية جوتاي، وتبلغ مساحته 24503 هكتار (6,055,000 فدان). وهو أكبر وحدة حفظ في أمازوناس وأكبر محمية للتنمية المستدامة في العالم.